# Tipografia Vaticana
A Tipografia Vaticana é um organismo da Cúria Romana que trata da impressão tipográfica de documentos da Santa Sé, como os livretos das celebrações, bem como cópias do L'Osservatore Romano.

## História
Foi criado em 1587 pelo Papa Sisto V, com o nome de Gráfica Vaticana e do atual edifício foi construído a Tipografia em 1908 por ordem do Papa Pio X. Em 1937 foi encarregado aos Salesianos pelo Papa Pio XI. E desde o início de 2016, o diretor é um brasileiro, Padre Renato dos Santos, SDB, natural de Rio do Sul, Santa Catarina.

## Produtos
Entre as principais obras produzidas são bíblias, livros litúrgicos, as regras das instituições religiosas, publicações de arte para o Museu do Vaticano e da Biblioteca do Vaticano, os livros publicados pela Libreria Editrice Vaticana impressos em 15 idiomas diferentes, bem como, cartões postais, folhetos e cartazes. É produtora dos atos oficiais do Anuário Pontifício e Acta Apostolicae Sedis.